# Anwar Misbah
Anwar Muhammad Ahmad Misbah (arab. أنور محمد أحمد مصباح; ur. 8 kwietnia 1913 w Aleksandrii, zm. 25 listopada 1998 tamże) – egipski sztangista. Złoty medalista olimpijski z Berlina.
Zawody w 1936 były jego jedynymi igrzyskami olimpijskimi. Zwyciężył w wadze lekkiej, ex aequo z Austriakiem Robertem Feinem. Pobił jeden rekord świata.